# Ящиково
Ящиково (укр. Ящикове) — посёлок в Перевальском районе Луганской области. Находится под контролем Луганской Народной Республики.

## Географическое положение

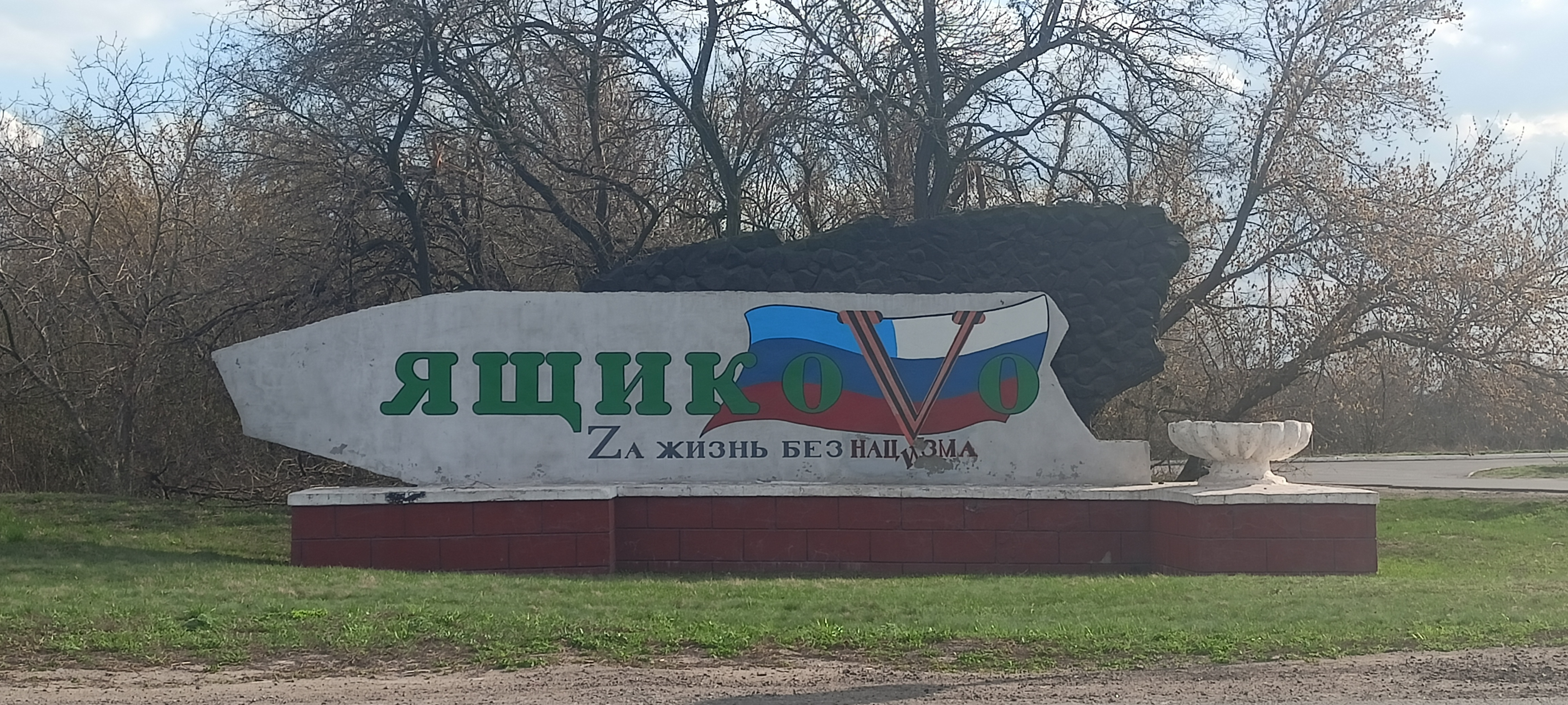

Расположен на реке Белой (бассейн Северского Донца). Соседние населённые пункты: города Перевальск (примыкает) на северо-востоке, Артёмовск на севере, сёла Новосёловка и Красная Заря (выше по течению Белой) на западе, Адрианополь на юге, посёлки Радгоспный на юго-востоке, Селезнёвка и Бугаевка (ниже по течению Белой) на востоке.

## История
В XIX веке селение находилось в составе Адрианопольской волости Славяносербского уезда Екатеринославской губернии Российской империи.
В 1938 году село получило статус посёлка городского типа.
Во время Великой Отечественной войны в 1942—1943 гг. посёлок находился под немецкой оккупацией.
В 1957 году здесь добывали каменный уголь, действовали средняя школа, 7-летняя школа, библиотека и два клуба.
По состоянию на начало 1968 года здесь действовали угольная шахта № 9-бис, отделение Коммунарской птицефабрики, средняя школа, две восьмилетние школы, школа рабочей молодёжи, библиотека и два клуба.
В 1978 году здесь действовала фабрика спортивных изделий и велась добыча угля.
В январе 1989 года численность населения составляла 3613 человек.
По состоянию на 1 января 2019 года численность населения составляла 1 780 человек.

## Современное состояние
Посёлок газифицирован, асфальтирован, насчитывает около 1000 домов.
В посёлке находится школа «ГОУ ЛНР Ящиковская школа 15», также имеется амбулатория, клуб.
На территории посёлка раньше осуществлялась добыча угля и бутового камня, сейчас добыча прекращена, находится бывшая заброшенная фабрика спортивных изделий «Старт».